# Condado de Lander
O Condado de Lander (em inglês:  Lander County) é um dos 16 condados do estado americano de Nevada. A sede do condado é Battle Mountain. Foi fundado em 1861.

## Geografia
De acordo com o United States Census Bureau, o condado possui uma área de 14 295 km², dos quais 14 219 km² estão cobertos por terra e 76 km² por água.

## Demografia
Segundo o censo nacional de 2010, o condado possui uma população de 5 775 habitantes e uma densidade populacional de 0,4 hab/km². Possui 2 575 residências, que resulta em uma densidade de 0,2 residências/km².